# منطقة ميونخ
مِنطقَة مِيُونِخ (بالأَلمانِيَّة: Landkreis München) هي دائِرَة أَلمانِيَّة تَّابعة لمُحافظة باڤارِيا العُليَا في وِلاَية باڤارِيا في جُمهُوريَّة أَلمَانيَا الاِتّحاديّة. وتضُمّ مِنطقَة مِيُونِخ مدِينتين، وسبعة وعِشرِين بَلدَة، وثلاث بلدات حُرَّة بمِساحة تُقَدَّر بحَوالَي 664 كم².

## التّقسِيمات الإِدارِيّة
تضُمّ مِنطقَة مِيُونِخ مدِينتين، وسبعة وعِشرِين بَلدَة، وثلَاث بلدَات فِي المجَال الإِدارِيِّ الحُرَّ بمِساحة تُقَدَّر بحَوالَي 664 كم². وهي كالتَّالي:

### المُدُن
| اِسم المدِينة          | ٱلِٱسم بالأَلمانِيَّة           | عَدد السُكَّان | المِساحَة (كم²) |
| -------------------- | -------------------------- | ---------- | ------------- |
| مدِينة غَارشِينغٌ        | Stadt Garching bei München | 17٬534     | 28            |
| مدِينة اُونتِرشلَآيسهَآيمٌّ | Stadt Unterschleißheim     | 28٬809     | 15            |

### البلدَات
| اِسم البلدَة                  | ٱلِٱسم بالأَلمانِيَّة                         | عَدد السُكَّان | المِساحَة (كم²) |
| --------------------------- | ---------------------------------------- | ---------- | ------------- |
| بَلْدَة أَشَهَآيْمٌّ                 | Gemeinde Aschheim                        | 9٬019      | 28            |
| بَلْدَة آيينغٌ                  | Gemeinde Aying                           | 5٬297      | 57            |
| بَلْدَة بَايربغُونٌ               | Gemeinde Baierbrunn                      | 3٬265      | 7             |
| بَلْدَة بغُونٌّتَآل                | Gemeinde Brunnthal                       | 5٬513      | 38            |
| بَلْدَة فِيلِدكِيرشِنٌَ              | (Gemeinde Feldkirchen (Landkreis München | 7٬435      | 6             |
| بَلْدَة غرَافِلفِينغٌ              | Gemeinde Gräfelfing                      | 13٬803     | 10            |
| بَلْدَة غرَاسبغُونٌ               | Gemeinde Grasbrunn                       | 6٬901      | 26            |
| بَلْدَة غرُونڤَآلِد               | Gemeinde Grünwald                        | 11٬127     | 8             |
| بَلْدَة هَاَر بَآي مِيُونِخ          | (Gemeinde Haar (bei München              | 21٬000     | 12            |
| بَلْدَة هُوهِنِّبغُونٌ               | Gemeinde Hohenbrunn                      | 8٬888      | 19            |
| بَلْدَة هُوهِنِّكِيرشِنٌَ - سِيغرتسبغُونٌ | Gemeinde Höhenkirchen-Siegertsbrunn      | 10٬910     | 24            |
| بَلْدَة إِسْمَآنينغٌ               | Gemeinde Ismaning                        | 17٬026     | 40            |
| بَلْدَة كِيرشِنٌَهَآيْمٌّ بَآي مِيُونِخ    | Gemeinde Kirchheim bei München           | 12٬856     | 16            |
| بَلْدَة نُويِبِيبِيرغٌ              | Gemeinde Neubiberg                       | 14٬098     | 6             |
| بَلْدَة نُويِرِيِّد بَآي مِيُونِخ       | (Gemeinde Neuried (bei München           | 8٬659      | 10            |
| بَلْدَة أُوبِرهآَخْينغٌ             | Gemeinde Oberhaching                     | 13٬504     | 33            |
| بَلْدَة أُوبِرشْلّآيْسّهَآيْمٌّ          | Gemeinde Oberschleißheim                 | 11٬657     | 30            |
| بَلْدَة أُوتُوبغُونٌ               | Gemeinde Ottobrunn                       | 21٬503     | 5             |
| بَلْدَة بْلَآنِغٌّ                  | Gemeinde Planegg                         | 10٬824     | 11            |
| بَلْدَة بُولَآَخ إِم إِسَارتَآل       | Gemeinde Pullach im Isartal              | 8٬983      | 7             |
| بَلْدَة بُوتزبغُون               | Gemeinde Putzbrunn                       | 6٬737      | 11            |
| بَلْدَة زَآُورلَآَخ                | Gemeinde Sauerlach                       | 8٬111      | 57            |
| بَلْدَة شفتلَارن                | Gemeinde Schäftlarn                      | 5٬747      | 17            |
| بَلْدَة شِترَاسلَآَخ - دِينغهَارتِينغٌ | Gemeinde Straßlach-Dingharting           | 3٬172      | 28            |
| بَلْدَة تَآُوفكِيرشِينٌَ             | Gemeinde Taufkirchen                     | 17٬970     | 22            |
| بَلْدَة اُونترفُورنِغٌّ             | Gemeinde Unterföhring                    | 11٬221     | 13            |
| بَلْدَة اُونترهآَخِينغٌ            | Gemeinde Unterhaching                    | 24٬864     | 10            |

### البلدَات الحُرَّة
| اِسم البلدَة            | ٱلِٱسم بالأَلمانِيَّة                  | المِساحَة (كم²) |
| --------------------- | --------------------------------- | ------------- |
| بَلْدَة فُورِستنرِيدِير بَارَك | Gemeindefreies Forstenrieder Park | 37            |
| بَلْدَة غرُونڤَآلِدِير فُورِست | Gemeindefreies Grünwalder Forst   | 20            |
| بَلْدَة بِرلَآَخر فُورِست     | Gemeindefreies Perlacher Forst    | 13            |

## معرض الصور

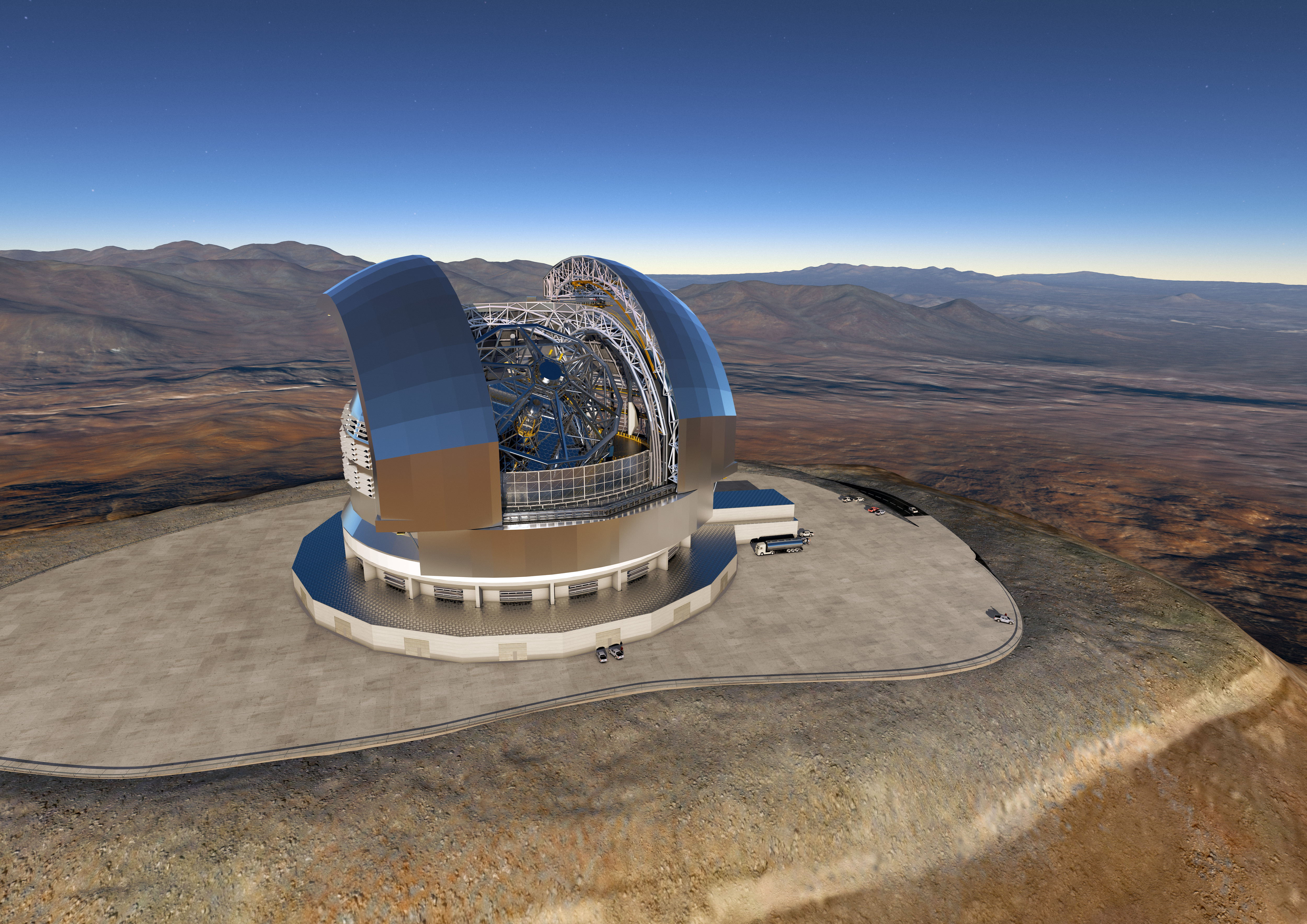
المِنظار الفلكِيّ الأُورُبِّيّ الضَّخم (𝘌-𝘌𝘓𝘛) شمَال مِنطقة مِيُونِخ.
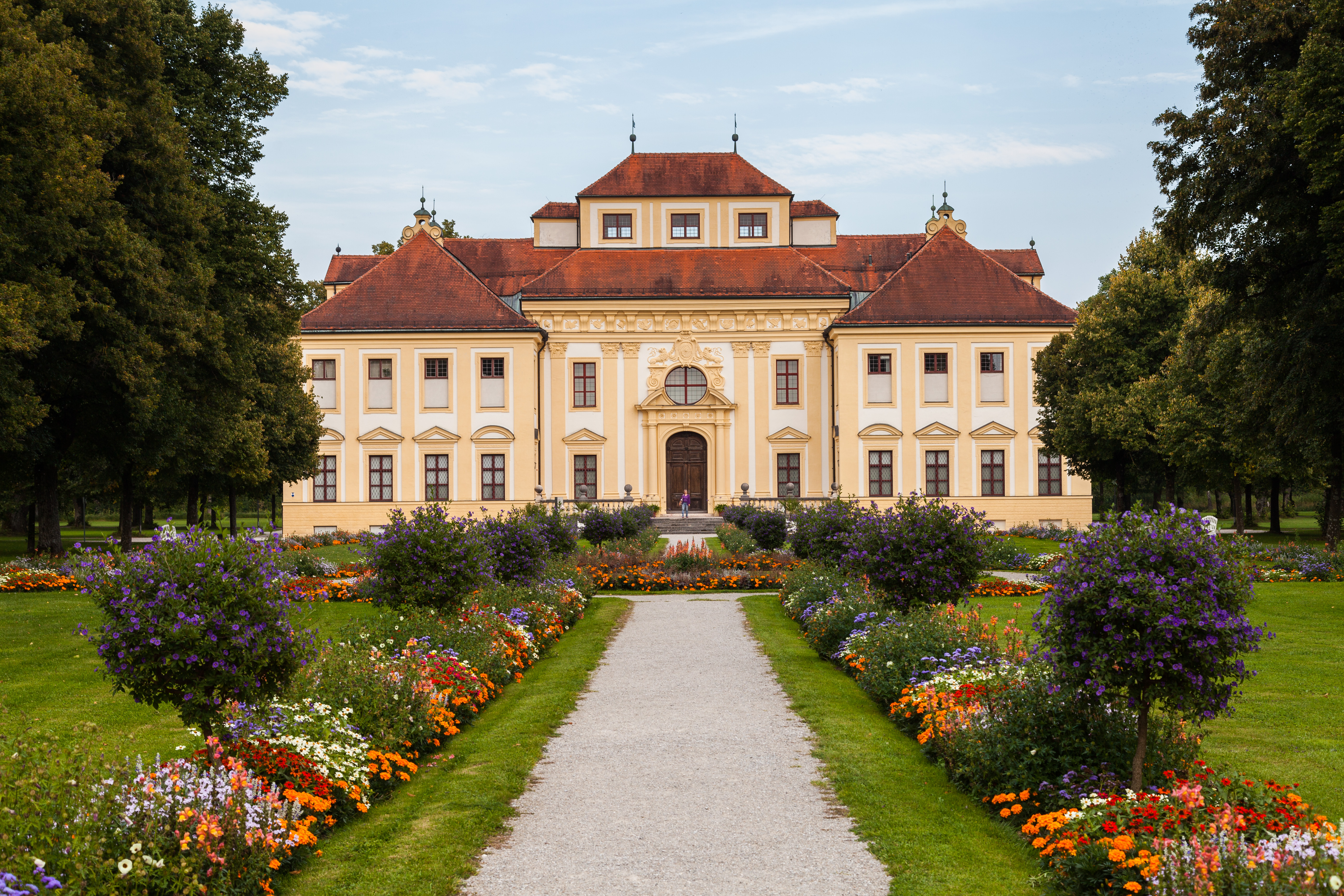
قصر شلّآيسّهَآيمٌّ في بلدَة أُوبِرشلّآيسّهآيمٌّ هُو مجمع مِن ثلاثَة مبَانِي لِلقِصر مِن القرنين السَّابِع عشر والثَّامِن عشر مُحاطَةٌ بِحدِيقَة جمِيلة بِمسَّاحة كبِيرة؛ يُعِدُّ اليوم مِن أَهمَّ المبَانِي على الطِّرَاز البارُوكيّ فِي أَلمانِيَا.

## وصلات خارجية
- الصّفحة الرّسميّة لمِنطقَة مِيُونِخ (بالإنجليزية)